# 松栄ガス
松栄ガス株式会社（しょうえいガス）は、埼玉県東松山市に本社を置く東京ガスグループの一般ガス事業者（都市ガス事業）である。

## 概要
東京ガス株式会社が全株式を持つ関連会社で、埼玉県東松山市において都市ガス事業を展開するために地元LPG業者・地元金融機関等の共同で設立された。供給元は東京ガスで、東京ガス・武州ガスのパイプラインを経由して管理バルブ2ヶ所で接続されている。設立の経緯からプロパンガスの供給は行っていない都市ガスのみの事業者であるが、東京ガスの電力小売事業に連携して「松栄でんき」を展開する。

## 沿革
- 1972年（昭和47年）2月 - 地元LPG業者・地元金融機関等の共同で設立
- 1973年（昭和48年）9月 - 一般ガス事業として国の許可
- 1976年（昭和51年）2月 - 一般ガス事業開始
- 1981年（昭和56年）1月 - 東京ガス株式会社が全株式を取得

## 供給区域
東松山市の市街地周辺・東松山駅や高坂駅周辺地域・大規模新興住宅地・工業団地などを中心に、主に市街化区域とその周辺において供給を行っている。
- 埼玉県
  - 東松山市
  - 比企郡滑川町（東松山工業団地の滑川町区域）